# Kjella, Antarktis
Kjella är ett berg i Antarktis. Det ligger i Östantarktis. Norge gör anspråk på området. Toppen på Kjella är 2 225 meter över havet, eller 136 meter över den omgivande terrängen. Bredden vid basen är 1,4 km.
Terrängen runt Kjella är varierad. Trakten är obefolkad. Det finns inga samhällen i närheten.